# Боуз, Ефимия Бриджес
Ефимия Бриджес Боуз (англ. Euphemia Bridges Bowes, урождённая Аллен (англ. Allen); 1816, Эдинбург, Шотландия — 12 ноября 1900, Мэрриквилл, Австралия) — суфражистка и социальная активистка, поддерживавшая движение за трезвость, выступавшая за повышение возраста сексуального согласия и боровшаяся с детской проституцией.

## Биография
Ефимия Бриджес Аллен родилась в Эдинбурге в 1816 году в семье Джозефа и Элизы Аллен. Для женщины начала XIX века она была хорошо образована, умела читать и писать. Аллен был в числе других выбрана для отправки в Австралию в рамках Программы субсидируемых иммигрантов (англ. Bounty Immigrants Scheme, 1835—1941). Субсидию на дорогу в Австралию предоставляли колонисты, отбиравшие иммигрантов для работы. После прибытия на континент 6 декабря 1838 года Аллен стала работать домашней прислугой.
Аллен вышла замуж за Джона Боуза, пекаря и методистского проповедника, 13 сентября 1842 года в Парраматте. В 1848 году они переехала в Вуллонгонг, где Джон был принят в методистское служение. Ефимия родила 11 детей, из которых восемь дожили до зрелого возраста. Из-за служения Джона семья часто сменяла одно сельское поселение на другое, в 1880 году они вернулись в Стэнмор.
После смерти Джона в 1891 году Ефимия управляла женским колледжем, основанным её покойным супругом в Марриквилле. Она скончалась 12 ноября 1900 года и была похоронена на Руквудском кладбище, у неё осталось трое сыновей и четыре дочери.

## Социальный активизм
Боуз был членом отделений Женского христианского союза трезвости, основанного в 1882 году, в Сиднее и Новом Южном Уэльсе. Этот союз был первым, кто принял на вооружение идею женского избирательного права в Австралии. Боуз возглавляла его с 1885 по 1892 год и оставалась его активисткой до самой своей смерти. Она имела репутацию сильного и обаятельного оратора. По её мнению предоставление женщинам избирательных прав послужило бы прекрасным средством установления контроля над продажей и потреблением спиртных напитков. Боуз активно участвовала в создании новых региональных союзов в сельских округах. За значительный вклад в дело движения Боуз был избрана почётным пожизненным президентом союза в 1893 году.
Боуз также активно выступала за различные меры по снижению потребления алкоголя в колонии. Она внесла свой вклад в ужесточение лицензирования и ограничения в воскресных торгах алкоголем. Несмотря на свою энергичную кампанию, она не смогла добиться запрета для женщин работать барменшами. Также Боуз способствовала открытию в 1892 году дома для нетрезвых женщин.
В 1886 году Боуз была одной из пяти женщин, которые основали женский комитет как ответвление Общества социальной чистоты Нового Южного Уэльса. В рамках своей программы по укреплению нравственности в колонии комитет добился принятия ряда законодательных актов, направленных на улучшение прав женщин. Боуз внесла свой вклад в повышение сексуального возраста согласия с 14 до 18 лет. Она также сыграла важную роль в введение новых мер по борьбе с вымогательством, публичными домами и детской проституцией.